# 朝鮮民主主義人民共和国の電気通信
朝鮮民主主義人民共和国の電気通信（ちょうせんみんしゅしゅぎじんみんきょうわこくのでんきつうしん）では、朝鮮民主主義人民共和国（北朝鮮）において利用可能な電気通信について述べる。

## 電話

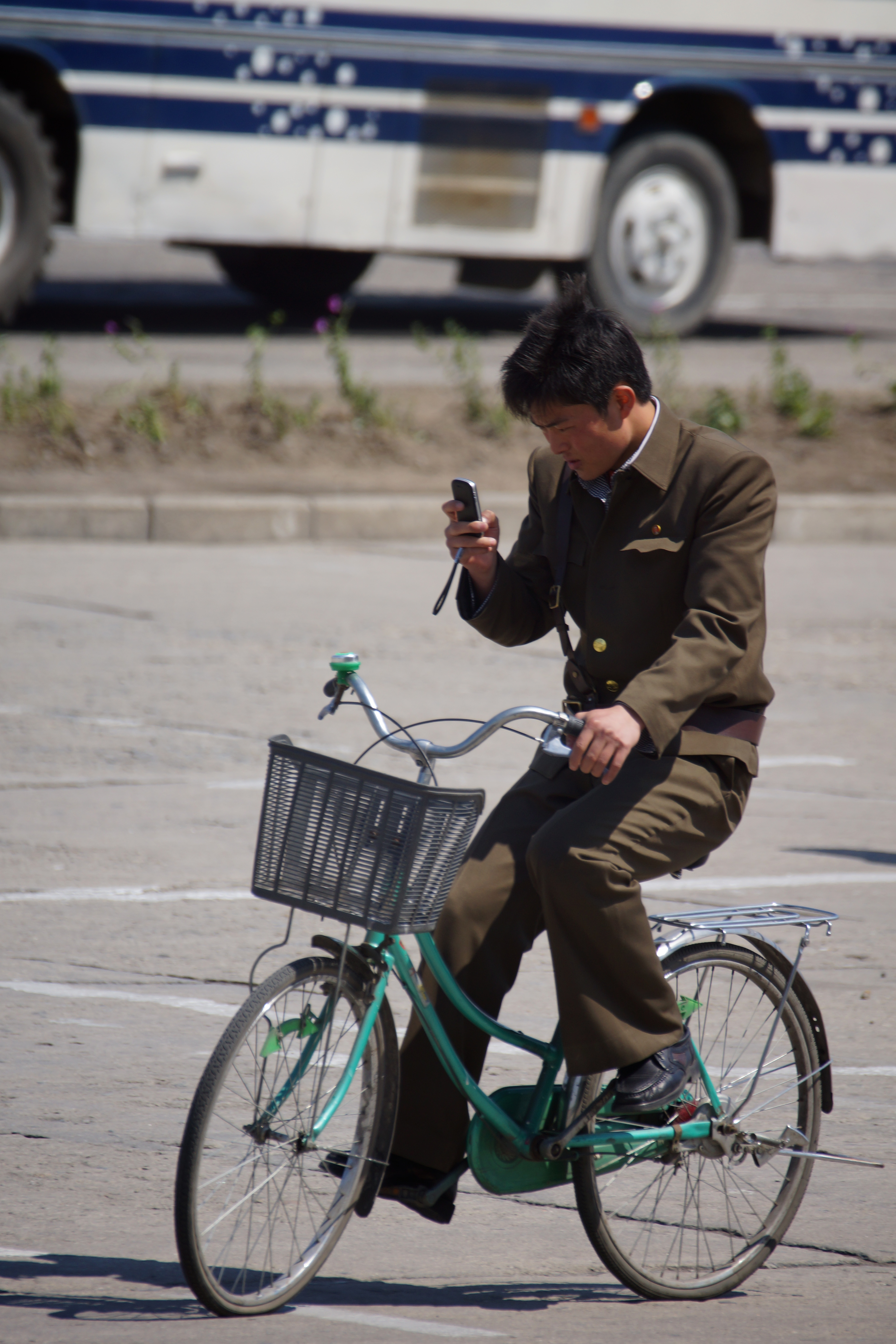
咸興市内、携帯電話を片手に自転車で走る市民

北朝鮮には電話網が整備されており、2008年時点で118万の回線が供用されている。だが、殆どの電話網は北朝鮮政府の高官向けに特化しているのが現状である。尚、電話網を新たに希望する国民は、自らの出身成分や設置する根拠、利用料の支払い方法を届け出する必要がある。これらは、全国の凡そ10パーセントの集団農場、企業所に整備されている。

## 携帯電話

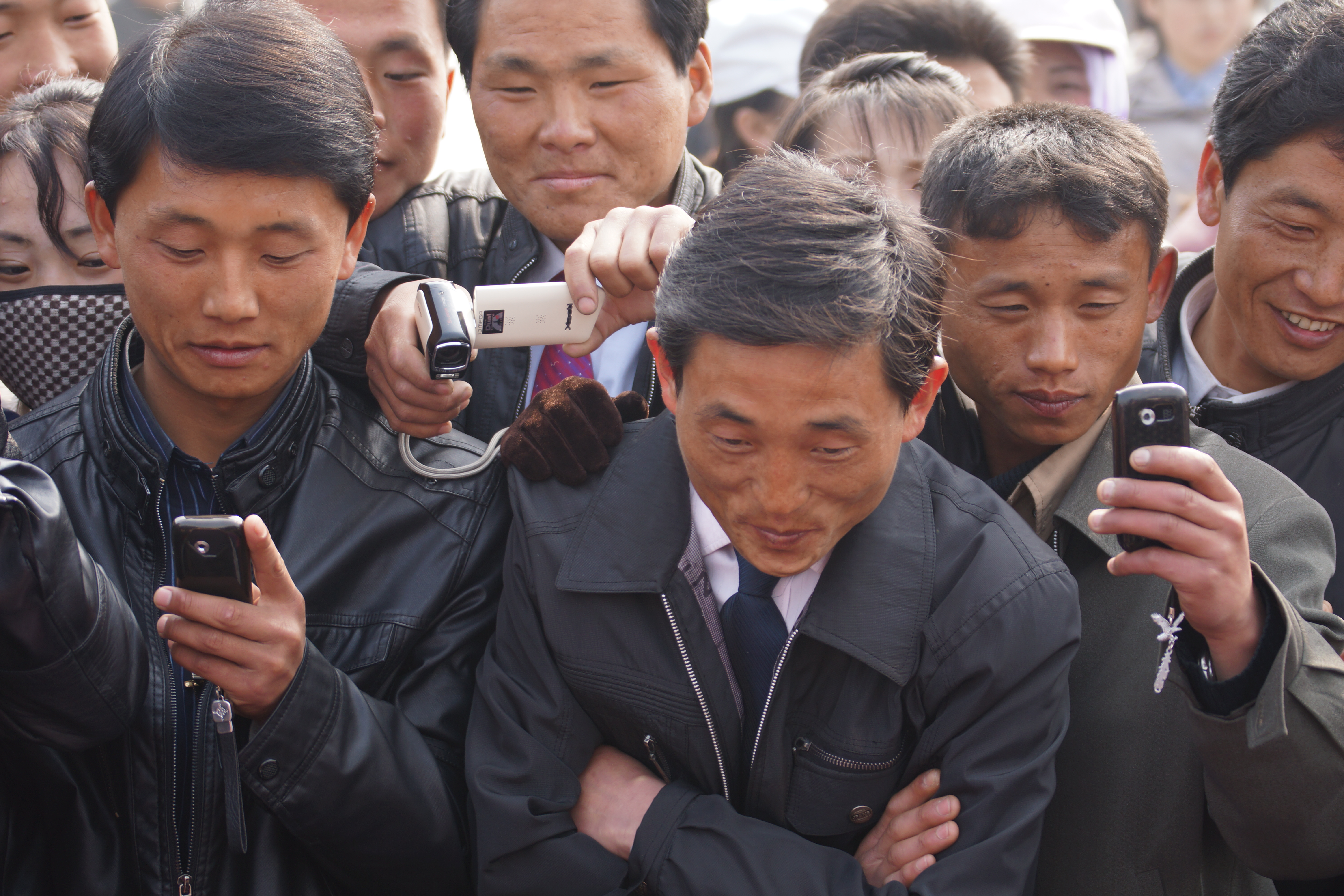
携帯電話と北朝鮮市民、2012年4月

2002年11月、北朝鮮で初めて携帯電話が導入され、2003年11月までに2万人の国民が携帯電話を所有した。しかし、北朝鮮政府は2004年5月24日をもって携帯電話の使用を禁止した。
2008年に再び、エジプトのオラスコム・テレコム社の運営による新しい携帯電話サービスが首都の平壌直轄市で開始された。北朝鮮での3Gによる携帯電話サービスは、Koryolinkと呼ばれ、オラスコム・テレコム社と朝鮮逓信公社（KPTC）との合弁事業である。携帯電話サービスが開始されて以来、携帯電話の需要は大きく高まった 。3G通信網は中国のファーウェイが構築して国民監視活動にも使用されているとされる。
2010年5月、携帯電話を所有する国民が12万人以上に達したのを境に、9月時点で30万、翌2011年には66万人、12月には99万に達した。オラスコム・テレコムは、2年間の運用の後に加入者数が43万人、2011年9月までに80万9000人、2012年2月に100万を超えたと発表した。その後、2013年4月までに加入者数は200万人、2015年までにその数字は300万に達したとしている。
2011年現在、北朝鮮国内で供用されている携帯電話は海外にはダイヤルできず、インターネット接続機能も搭載していない。
尚、Koryolinkには外国人向けのローミング機能が存在しない。その為に、プリペイドSIMカードが国際電話を購入する事ができる。尚、2013年1月以前は、外国人は入国審査時に空港で携帯電話を預けなければならなかったが、前述のプリペイドSIMカードサービスの開始により持込みが可能となった 。

## 国際電話
北朝鮮の国際電話回線は、中華人民共和国の首都北京市を結ぶネットワークと、ロシア連邦の極東部にあるウラジオストクを結ぶネットワークの2つで構成されている。また、2000年に大韓民国のネットワークとの接続が開始された。
2006年5月、カザフスタン共和国のトランステレコム社と北朝鮮逓信省は、ハサン - 豆満江駅の鉄道区間に光通信の建設と鉄道共同運行の合意にした。これは、ロシアと北朝鮮の間での初めての陸上局である。 
尚、韓国側から北朝鮮領側への通信回線の設計・建設・接続の支援は北朝鮮逓信省の通信会社である。技術はSTM-1レベルのデジタル機器を中心に構築され、帯域幅は更に拡張されていく予定である。これらの建設自体は2007年に完了した。
北朝鮮は、1984年にヨーロッパの社会主義諸国が展開したインタースプートニクに加盟して以来、通信のために、22回線の周波数分割多重化と、事業者あたり10回線のシングルチャネルを運用してきた。
また、1989年後半より直接、国際通信サービスが香港から導入された。北朝鮮の近くにある国際通信衛星を使って国際通信を提供している。 その後、1986年にフランス共和国の技術支援により平壌に衛星通信センターを設置した。
尚、北朝鮮は1974年より万国郵便連合に加盟しているが、一部の国だけで直接郵便配達を行っている。

## 光回線
1992年4月、国際連合開発計画との合意に基づいて平壌直轄市に光ファイバーケーブルの工場が建設された。また、1995年9月に480kmのパルス符号変調回線及び平壌直轄市から咸興市までの6つの自動の交換局からなる北朝鮮国内で初の光ファイバーケーブルネットワークが敷設された。
また、1998年5月に江原道で行われた当時の最高指導者金正日による土地均等化と地域再編運動は、各地方の光回線の敷設を促進した 。